# Юнацька збірна Ізраїлю з футболу (U-16)
Юнацька збірна Ізраїлю з футболу (U-16) — національна футбольна збірна Ізраїлю, що складається із гравців віком до 16 років. Керівництво командою здійснює Ізраїльська футбольна асоціація. Збірна може брати участь у товариських і регіональних змаганнях.
Формує найближчий кадровий резерв для основної юнацької збірної, команди до 17 років, яка може кваліфікуватися на Юнацький чемпіонат Європи з футболу (U-17). До зміни формату юнацьких чемпіонатів Європи у 2001 році саме команда 16-річних функціонувала як одна з основних юнацьких збірних і боролася за право участі у відповідній континентальній юнацькій першості з футболу.

### Юнацький чемпіонат Європи (U-16)
| Рік    | Раунд                  | І  | В  | Н | П  | Г+ | Г- | РГ  |
| ------ | ---------------------- | -- | -- | - | -- | -- | -- | --- |
| 1987   | груповий етап          | 3  | 0  | 2 | 1  | 1  | 2  | -1  |
| 1988   | відмовилися від участі | –  | –  | – | –  | –  | –  | –   |
| 1989   | не кваліфікувалася     | –  | –  | – | –  | –  | –  | –   |
| 1990   | відмовилися від участі | –  | –  | – | –  | –  | –  | –   |
| 1991   | не кваліфікувалася     | –  | –  | – | –  | –  | –  | –   |
| 1992   | груповий етап          | 3  | 1  | 1 | 1  | 3  | 3  | 0   |
| 1993   | не кваліфікувалася     | –  | –  | – | –  | –  | –  | –   |
| 1994   | не кваліфікувалася     | –  | –  | – | –  | –  | –  | –   |
| 1995   | не кваліфікувалася     | –  | –  | – | –  | –  | –  | –   |
| 1996   | третє місце            | 6  | 4  | 0 | 2  | 10 | 9  | +1  |
| 1997   | груповий етап          | 3  | 0  | 0 | 3  | 3  | 8  | –5  |
| 1998   | чвертьфінали           | 4  | 1  | 2 | 1  | 5  | 6  | –1  |
| 1999   | чвертьфінали           | 4  | 2  | 0 | 2  | 8  | 10 | –2  |
| 2000   | груповий етап          | 3  | 0  | 1 | 2  | 3  | 7  | –4  |
| 2001   | не кваліфікувалася     | –  | –  | – | –  | –  | –  | –   |
| Усього | 7/15                   | 33 | 15 | 6 | 12 | 36 | 46 | –10 |